# Jean-Philippe Daurelle
Jean-Philippe Daurelle, né le 28 décembre 1963 à Antony, est un escrimeur français de haut niveau. Sabreur formé à l’US Métro, il a été médaillé de bronze aux Jeux olympiques de Barcelone (sabre par équipe) en 1992 et Champion du monde par équipe en 1999.

## Biographie
Jean-Philippe Daurelle est l'entraîneur de l'équipe de France de sabre masculin jusqu'en 2013, après avoir pris ses fonctions après les Jeux olympiques d'Athènes, succédant à Christian Peters. Il a mené son équipe vers la médaille d'or aux Jeux olympiques d'été de 2008 à Pékin, après avoir compté de nombreux podiums mondiaux et européens dans l'intervalle. En octobre 2013, il entraîne l'équipe de France Féminine, obtenant plusieurs médailles européennes et mondiales avec Charlotte Lembach et Cécilia Berder et dans les épreuves par équipes. À l'automne 2016, il est promu entraîneur national à la fois masculin et féminin.

## Palmarès
- Jeux olympiques
  -  Médaillé de bronze au sabre par équipe aux Jeux olympiques de 1992
- Championnats du monde d'escrime
  -  Champion du monde par équipe 1999
  -   Vice-champion du monde par équipe 1998
  -  3e des championnats du monde sabre 1999
- Championnats d'Europe d'escrime
  -   Vice-champion d'Europe sabre 1992 et 1995
  -  3e des championnats d'Europe sabre 1998
- Championnats de France d'escrime
  -  Champion de France sabre 1994
  -  Champion de France sabre 1998
  -  Champion de France sabre 1999

En tant qu'entraineur* :
- Jeux olympiques
  -   Champion Olympique par équipe aux J.O de 2008
- Championnats du Monde d'escrime
  -  Champion du monde sabre femmes par équipe 2018

* Section incomplète